# Христос Госльопулос
Христос Пасхали Госльопулос (на гръцки: Χρήστος Πασχάλη Γκοσλιόπουλος) е гръцки учител и политик.

## Биография
Роден е в 1956 година в Нестрам (Несторио), Костурско. Учи в Нестрам и след това във Факултета по физика и математика на Солунския университет. Става член на Съюза на гръцките физици. В 1982 година се установява в Костур и работи като гимназиален учител в града и в Хрупища (Аргос Орестико). Пенсионира се в 2014 година.
Член е на Управителния съвет на Синдиката на служителите в средното образование. В 1990 година е избран за общински съветник в Нестрам. През ноември 1993 година е назначен за номарх на Пиерия и остава на поста до 31 декември 1994 година. От 1995 година до 1996 година е областен директор по образованието на Солун. Участва в изборите в 1996 година с ПАСОК в избирателния район на Костур. В 2002 година е избран за кмет на Нестрам със 78,74% от гласовете и е преизбран с 51,6% на първия тур през 2006 година. 
През 2010 година е преизбран за кмет с 68,86% на първи тур. Госльопулос e преизбран за кмет на изборите през 2019 година с 80,11% на първи тур.
От 2002 година до 2004 година е председател и управляващ директор на Гръцката асоциация на малките и средни предприятия и занаяти.